# 截萼钟萼鼠尾
截萼钟萼鼠尾（学名：Salvia campanulata var. codonantha）为唇形科鼠尾草属下的一个变种。

## 扩展阅读
- 維基物種上的相關：截萼钟萼鼠尾